# NGC 2550
NGC 2550 је спирална галаксија у сазвежђу Жирафа која се налази на NGC листи објеката дубоког неба.
Деклинација објекта је + 74° 0' 43" а ректасцензија 8h 24m 33,7s. Привидна величина (магнитуда) објекта NGC 2550 износи 12,6 а фотографска магнитуда 13,4. NGC 2550 је још познат и под ознакама UGC 4359, MCG 12-8-37, CGCG 331-39, IRAS 08188+7410, PGC 23604.